# Wahlkreis Lichtenberg 3
Der Wahlkreis Lichtenberg 3 ist ein Abgeordnetenhauswahlkreis in Berlin. Er gehört zum Wahlkreisverband Lichtenberg und umfasst die Gebiete Alt-Hohenschönhausen südlich Konrad-Wolf-Straße, Sandinostraße, Landsberger Allee, Fennpfuhl, Evangelisches Krankenhaus Herzberge, Rosenfelder Ring, Gensinger Straße.

## Abgeordnetenhauswahl 2023
Bei der Wahl zum Abgeordnetenhaus von Berlin 2023 traten folgende Kandidaten an:
| Name                              | Partei           | Anteil der Erststimmen | Anteil der Zweitstimmen |
| --------------------------------- | ---------------- | ---------------------- | ----------------------- |
| Dennis Haustein                   | CDU              | 23,4 %                 | 23,1 %                  |
| Claudia Engelmann                 | Die Linke        | 23,3 %                 | 19,4 %                  |
| Karsten Strien                    | SPD              | 19,0 %                 | 18,5 %                  |
| Marianne Kleinert                 | AfD              | 14,7 %                 | 14,6 %                  |
| Jette Nietzard                    | Grüne            | 08,9 %                 | 09,0 %                  |
| Jana Schnell                      | Tierschutzpartei | 05,1 %                 | 03,6 %                  |
| Christian Wolf                    | FDP              | 03,2 %                 | 03,1 %                  |
| Jana Halbreiter                   | Freie Wähler     | 01,4 %                 | 00,5 %                  |
| Hans-Jürgen Thiel                 | dieBasis         | 00,8 %                 | 00,4 %                  |
| Matthias Bruse                    | LKR              | 00,1 %                 | 00,0 %                  |
| –                                 | Die PARTEI       | –                      | 01,9 %                  |
| –                                 | Sonstige         | –                      | 05,7 %                  |
| Wahlberechtigte: 33.756 Einwohner |                  |                        |                         |
| Wahlbeteiligung: 54,0 %           |                  |                        |                         |

## Abgeordnetenhauswahl 2021
Bei der Wahl zum Abgeordnetenhaus von Berlin 2021 traten folgende Kandidaten an:
| Name                              | Partei           | Anteil der Erststimmen | Anteil der Zweitstimmen |
| --------------------------------- | ---------------- | ---------------------- | ----------------------- |
| Claudia Engelmann                 | Die Linke        | 24,4 %                 | 21,3 %                  |
| Karsten Strien                    | SPD              | 23,1 %                 | 23,1 %                  |
| Marianne Kleinert                 | AfD              | 12,9 %                 | 12,3 %                  |
| Dennis Haustein                   | CDU              | 12,5 %                 | 12,5 %                  |
| Jette Nietzard                    | Grüne            | 11,1 %                 | 10,1 %                  |
| Christian Wolf                    | FDP              | 06,3 %                 | 05,7 %                  |
| Jana Schnell                      | Tierschutzpartei | 05,5 %                 | 03,2 %                  |
| Jana Halbreiter                   | Freie Wähler     | 02,6 %                 | 01,2 %                  |
| Hans-Jürgen Thiel                 | dieBasis         | 01,5 %                 | 01,0 %                  |
| Matthias Bruse                    | LKR              | 00,2 %                 | 00,1 %                  |
| –                                 | Die PARTEI       | –                      | 02,4 %                  |
| –                                 | Die Grauen       | –                      | 01,0 %                  |
| –                                 | Sonstige         | –                      | 06,1 %                  |
| Wahlberechtigte: 34.168 Einwohner |                  |                        |                         |
| Wahlbeteiligung: 68,5 %           |                  |                        |                         |

## Abgeordnetenhauswahl 2016
Bei der Wahl zum Abgeordnetenhaus von Berlin 2016 traten folgende Kandidaten an:
| Name                              | Partei           | Anteil der Erststimmen | Anteil der Zweitstimmen |
| --------------------------------- | ---------------- | ---------------------- | ----------------------- |
| Marion Platta                     | Die Linke        | 30,4 %                 | 27,6 %                  |
| Peter Reimund                     | SPD              | 22,6 %                 | 20,9 %                  |
| Falk Rodig                        | AfD              | 21,3 %                 | 20,9 %                  |
| Pascal Ribble                     | CDU              | 12,0 %                 | 11,4 %                  |
| Robert Pohle                      | Grüne            | 05,7 %                 | 05,4 %                  |
| Sirko Hunnius                     | FDP              | 02,7 %                 | 02,7 %                  |
| Oliver Rasch                      | Piraten          | 02,5 %                 | 01,5 %                  |
| Nicole Götze                      | ProD             | 01,7 %                 | 01,3 %                  |
| Manuela Tönhardt                  | NPD              | 01,0 %                 | 01,0 %                  |
| –                                 | Tierschutzpartei | 0–                     | 02,1 %                  |
| –                                 | Die PARTEI       | 0–                     | 01,9 %                  |
| –                                 | Graue Panther    | 0–                     | 01,4 %                  |
| –                                 | Sonstige         | 0–                     | 01,9 %                  |
| Wahlberechtigte: 35.695 Einwohner |                  |                        |                         |
| Wahlbeteiligung: 59,2 %           |                  |                        |                         |

## Abgeordnetenhauswahl 2011
Bei der Wahl zum Abgeordnetenhaus von Berlin 2011 traten folgende Kandidaten an:
| Name                    | Partei           | Anteil der Erststimmen | Anteil der Zweitstimmen |
| ----------------------- | ---------------- | ---------------------- | ----------------------- |
| Marion Platta           | Die Linke        | 36,0 %                 | 31,3 %                  |
| Reimund Peter           | SPD              | 35,8 %                 | 32,4 %                  |
| Karsten Nünthel         | CDU              | 14,0 %                 | 12,0 %                  |
| ?                       | pro Deutschland  | 06,6 %                 | 01,9 %                  |
| Michael Heinisch        | Grüne            | 06,5 %                 | 05,0 %                  |
| ?                       | FDP              | 01,0 %                 | 00,7 %                  |
| –                       | Piraten          | –                      | 08,4 %                  |
| –                       | NPD              | –                      | 03,8 %                  |
| –                       | Tierschutzpartei | –                      | 01,6 %                  |
| –                       | Die Freiheit     | –                      | 01,0 %                  |
| –                       | Sonstige         | –                      | 01,9 %                  |
| Wahlberechtigte: 33.773 |                  |                        |                         |
| Wahlbeteiligung: 49,7 % |                  |                        |                         |

## Abgeordnetenhauswahl 2006
Bei der Wahl zum Abgeordnetenhaus von Berlin 2006 traten folgende Kandidaten an:
| Name                              | Partei    | Anteil der Erststimmen |
| --------------------------------- | --------- | ---------------------- |
| Marion Platta                     | Die Linke | 40,8 %                 |
| Fritz Wolff                       | SPD       | 31,7 %                 |
| Astrid Jantz                      | CDU       | 12,0 %                 |
| Peter Hammels                     | WASG      | 06,8 %                 |
| Thomas Giesau                     | FDP       | 04,7 %                 |
| Regina Schmidt                    | Grüne     | 04,0 %                 |
| Wahlberechtigte: 33.518 Einwohner |           |                        |
| Wahlbeteiligung: 47,3 Prozent     |           |                        |

## Abgeordnetenhauswahl 2001
Der Wahlkreisverband Lichtenberg umfasste zur Abgeordnetenhauswahl am 21. Oktober 2001 sieben Wahlkreise. Ein direkter Vergleich ist daher nicht möglich.

## Abgeordnetenhauswahl 1999
Die Bezirke Lichtenberg und Hohenschönhausen hatten vor ihrer Fusion im Jahr 2001 bei der Abgeordnetenhauswahl am 10. Oktober 1999 insgesamt sieben Wahlkreise. Ein direkter Vergleich ist daher nicht möglich.

## Abgeordnetenhauswahl 1995
Die Bezirke Lichtenberg und Hohenschönhausen hatten vor ihrer Fusion im Jahr 2001 bei der Abgeordnetenhauswahl am 22. Oktober 1995 insgesamt sieben Wahlkreise. Ein direkter Vergleich ist daher nicht möglich.

## Bisherige Abgeordnete
Direkt gewählte Abgeordnete des Wahlkreises Lichtenberg 3:
| Jahr | Name              | Partei    | Anteil der Erststimmen |
| ---- | ----------------- | --------- | ---------------------- |
| 2023 | Dennis Haustein   | CDU       | 23,4 %                 |
| 2021 | Claudia Engelmann | Die Linke | 24,5 %                 |
| 2016 | Marion Platta     | Die Linke | 30,4 %                 |
| 2011 | Marion Platta     | Die Linke | 36,0 %                 |
| 2006 | Marion Platta     | Die Linke | 40,8 %                 |